# 薛葆楹
薛葆楹，清朝政治人物。拔貢出身。
光緒二十七年五月，接替汪鳳鳴。擔任江蘇荆溪縣知縣。后由閻嘉祥接任。